# Istmo (Braudel)
Fernand Braudel nel libro Civiltà e imperi nell'età di Filippo II utilizza in modo traslato il termine istmo, per indicare, non come convenzionalmente si dice, una lingua di terra che unisce due continenti, ma un ponte di passaggio di civiltà. In Europa, secondo Braudel, esistono 4 istmi: l'istmo russo, l'istmo polacco, l'istmo francese e l'istmo tedesco.

## Istmo russo
L'istmo russo va dal mar Nero al mar Caspio ed è una zona che intorno al XVI secolo è poco popolata, salvo che da popolazione nomadi tartare, che vivono d'allevamento e saccheggio. I tartari erano protetti dai turchi, che li rifornivano di armi in cambio di schiavi russi e polacchi, cosa che è causa del debole popolamento della Russia. Nel XVI secolo i fuorilegge russi (cosacchi) con barche leggere compiono azioni di disturbo verso i traffici Turchi nel mar nero.
I russi erano orientati verso nord est e non compirono nessuno sforzo verso sud (1600). La Russia comincia ad europeizzarsi, architetti italiani, polvere da sparo. Il più importante polo commerciale russo è Mosca che ha come via di comunicazione il fiume Volga, tenuto sotto stretto controllo a parte sporadiche scorrerie di Cosacchi e Tartari. Viaggiano soldati, artiglieri, grano verso valle (da Mosca) e, verso monte, sale e storione secco.
Questo fiume da alla Russia i collegamenti tra il sud est dei nomadi e la Persia, con le sue vecchie economie monetarie.
L'importanza dell'istmo russo sta quindi nell'essere il punto di passaggio tra est e ovest, tra l'oriente e l'occidente. Anche l'Inghilterra lo comprese bene, cercando a più riprese di sfruttare l'istmo come via alternativa al mediterraneo lungo la via delle spezie.

## Istmo polacco
L'istmo polacco va dal Baltico al Danubio, fino a giungere ad Istanbul attraverso il fiume. L'istmo polacco è una zona di libero scambio tuttavia le strade sono insicure per via delle incursioni dei Tartari e per l'immensità dello spazio, che rende i commerci via terra svantaggiosi. Si rende quindi necessario utilizzare al massimo le vie d'acqua o limitarsi al trasporto di beni leggeri e di grande valore. Quello polacco può dunque essere definito un commercio di lusso.
La principale piazza dell'istmo polacco è Danzica, che tuttavia ha solo ruolo di intermediaria tra la forte economia di Amsterdam e quella debole della Polonia, priva di un'economia monetaria attiva e di largo raggio. La sua funzione è quella di fare incetta di grano, controllarne la qualità e rivenderlo.

## Istmo tedesco
L'istmo tedesco è compreso tra due linee immaginarie, una da Londra a Genova, l'altra da Venezia a Danzica. Questo istmo ha una spazialità complessa: le strade si restringono in Italia, poi c'è la barriera delle alpi e infine le ampie pianure e gli altipiani dell'Europa centrale. Sulle alpi le città più grandi si sviluppano a contatto con le pianure, vicino a laghi e fiumi, dove la circolazione è più intensa. Villaggi si sviluppano poi lungo le vie che portano ai passi, vivendo di quella che è una vera e propria “circolazione montanara”.
La Germania è invece un ampio paese costellato di foreste e grandi fiumi. La Germania può essere vista nel senso dei meridiani o dei paralleli. Seguendo i meridiani troviamo una Germania che è in stretta relazione con le città italiane: l'Aquila, Venezia, Firenze, Roma, Napoli, Genova e Milano, dove vi è un intenso traffico di spezie, tra cui lo zafferano, tessuti e vini, ma anche, spediti verso nord, droghe, pepe e cotone.
Nel senso dei paralleli, troviamo una Germania più giovane, le cui città sono sorte attorno alle miniere nel XV e all'inizio del XVI secolo in seguito a una rapida fioritura mineraria. Città dalle alterne fortune.
Vi è poi una terza Germania, che si affaccia sul Mare del Nord, a contatto con i Paesi Bassi. Questa zona resterà neutrale anche nel corso della guerra dei trent'anni, cosa che porterà ampissimi guadagni economici ai mercanti del posto.
Da Genova ad Anversa si sviluppano ditte specializzate nel trasporto e nel XVI secolo si sviluppa la posta che stimola anche i mercanti debuttanti, solitamente poco provvisti di denaro liquido. In questo spazio si sviluppa l'industria tessile e, sulle larghe distanze, merci di più alto valore (rame, argento, spezie…).
Insomma, le constatazioni fondamentali sono due: primo, la bilancia degli scambi pende a favore del sud, dato che i prodotti del nord non riescono a bilanciare quelli del sud, più cari e più numerosi.
Secondo, i mercanti italiani sono molto presenti in tutta la Germania.

## Istmo francese
L'istmo francese può essere tracciato con una linea immaginaria che da Marsiglia arriva a Rouen, passando per Lione e Parigi. Accanto alle vie di terra, solitamente mulattiere mal tenute, si affiancano varie vie d'acqua, come il Rodano e la Loira.
L'istmo è orientato da questa rete di vie sia ad est che a sud ovest, verso la Spagna. Ma una grande via continentale non può essere vista solo in ambito economico, infatti, sfruttandola, la lingua francese si espande verso il mediterraneo, e sempre grazie a questa, nel XVI secolo vi è un contatto continuo con i mercanti e gli artisti italiani.